# فيليب غالي
فيليب غالي (بالفرنسية: Philippe Galli)‏ هو مسؤول فرنسي، ولد في 8 يوليو 1956 في ستراسبورغ في فرنسا.